# نتروزو

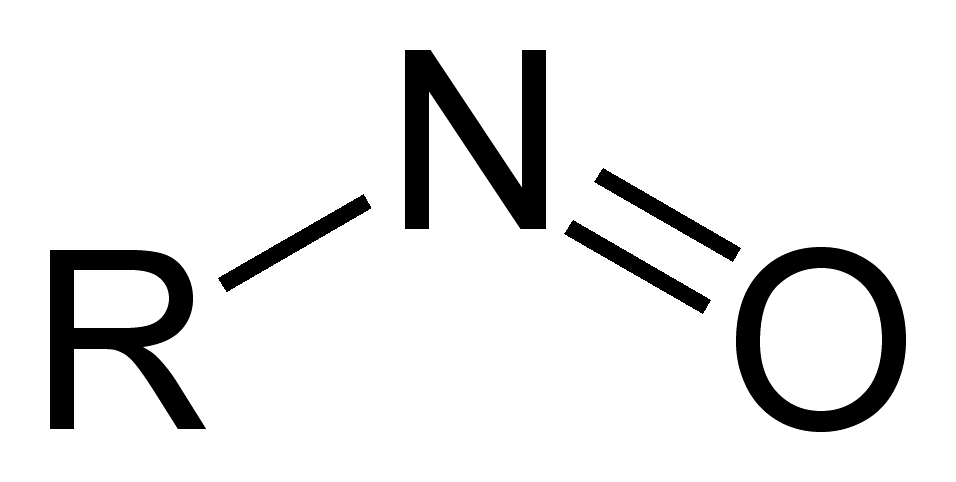
مركب نيتروزو

نيتروزو هي مجموعة وظيفية في الكيمياء العضوية لها الصيغة الجزيئية RNO . تحضر مركبات النيتروزو من اختزال مركبات النيترو أو عن طريق أكسدة هيدروكسيل أمين. مثال على ذلك CH3)3CNO) الذي يعرف رسميا ب 2-ميثيل-2-نيتروزوبروبان أو ثالثي البوتان ويحضر بالطريق التالية:
(CH3)3CNH2 → (CH3)3CNO2
(CH3)3CNO2 → (CH3)3CNHOH
(CH3)3CNHOH → (CH3)3CNO
ميثيل 2 نيترزوبروبان هو مركب أزرق اللون يتواجد في اتزان في نفس الوسط مع دايمر عند درجة حرارة 80 سليزية.
في تفاعل يسمي إعادة ترتيب فيشر-هب تحضر مركبات 4-نيتروزو أنيلين من نيتروز أمين المقابل له. هناك تفاعل آخر لتحضير النيتروز هو تفاعل بارتون.